# Иоанн II Орсини
Иоанн II Орсини, также известный как Иоанн Комнин Дука (греч. Ιωάννης Κομνηνός Δούκας, итал. Giovanni II Orsini; ум. 1335) — граф Кефалинии и Закинфа с 1323 по 1324 годы, а также деспот Эпира в 1323 по 1335 годы.

## Происхождение
Иоанн был сыном графа Кефалинии Иоанна I Орсини и дочери эпирского царя Никифора I Комнина Дуки. Его отец управлял Кефалинией, и был вассалом короля Неаполя Карла II, и в качестве приданого получил остров Лефкас.

## Обретение власти

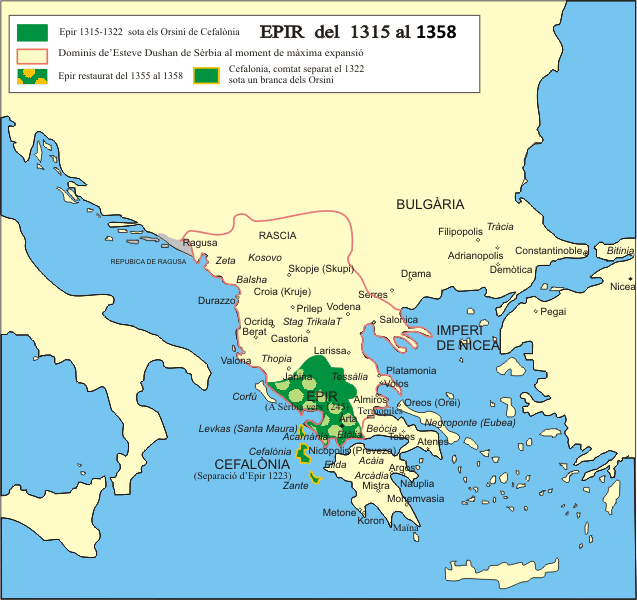
Эпирское царство с 1315 по 1358

В 1318 году брат Иоанна Николай Орсини убил их родного дядю Фому Комнина Дуку, и стал правителем Эпира. Но в 1323 году его убил уже Иоанн.
В 1324 году сюзерен Иоанна — герцог Дураццо Иоанн остановился на Кефалинии, и отнял у него этот остров. Из-за этого Орсини заключил союз с византийским императором Андроником II Палеологом. Также он признал власть православной церкви, за что получил титул деспота. Помимо этого, Иоанн женился на своей троюродной сестре Анне Палеолог, внучке деспота Дмитрия-Михаила Комнина Дуки (сына эпирского правителя Михаила II Комнина Дуки).
В 1331 году на Эпир напал Готье VI де Бриенн — титулярный герцог Афин и зять Филиппа I Тарентского. Когда его войска захватили Арту, Орсини поспешил признать сюзеренитет Неаполя. Но когда Готье вернулся в Италию, Иоанн позабыл о клятве, и вторгнулся в соседнюю Фессалию, где умер её правитель Стефан Гавриилопул. Этим он разозлил Андроника III Палеолога, стремившегося утвердить власть над восточной частью области. Удача была на стороне византийцев, и Иоанну пришлось уступить.

## Смерть
Когда Орсини вернулся в Эпир, в деспотате началась борьба между представителями византийской и анжуйской партий. Иоанн неожиданно умер в 1335 году, возможно его отравила Анна Палеолог.

## Семья
От брака с Анной Палеолог Иоанн II Орсини получил двух детей:
- Никифор II Орсини — правитель Эпира
- Фомасина Орсини — жена Симеона Уроша.